# Katovna (Nymburk)
Katovna je barokní stavba situovaná mezi dvěma vodními příkopy původního opevnění Nymburka. Dům pochází pravděpodobně ze 17. století a zřejmě sloužil jako obydlí popravčího.

## Historie a lokalita
Dům byl vybudován v blízkosti zátoky řeky Labe, v lokalitě nazývané Na Přístavě. V blízkosti objektu, na parkánu, stávala také věž Horčice (někdy též Hořice, Hořčice), která sloužila jako vězení a mučírna. Ta však byla zbořena v 18. století.
V roce 2001 byl objekt prohlášen kulturní památkou. V současné době slouží jako restaurace.

## Architektura
Dům je přízemní, se sedlovou střechou s polovalbami, vikýře jsou novodobé. Fasády domu jsou hladké, pouze s jednoduchými lizénovými rámci. Dvorní vstupní fasáda byla původně tříosá, se vstupem uprostřed, nově v ní ale byly prolomeny další dveře. Na jihovýchodní straně je k původnímu objektu přisazena novodobá přístavba.
Celková dispozice původní stavby zůstala zachována.